# U-19-Fußball-Asienmeisterschaft 1985/Qualifikation
Die Qualifikation zur U-19-Fußball-Asienmeisterschaft 1985 wurde ausgetragen, um die vier Teilnehmer an der Endrunde zu ermitteln. Die 18 gemeldeten Mannschaften wurden in zwei regionale Gruppen eingeteilt. Die Spiele fanden im März und im Dezember 1984 statt.

## Gruppe 1 (Westasien)
Die Gruppe 1 spielte im Dezember 1984 in Dammam (Saudi-Arabien). Die beiden Finalisten qualifizierten sich für die Endrunde.

### Vorrunde
In der Vorrunde spielten die Mannschaften in zwei Gruppen mit jeweils vier oder fünf Mannschaften. Der Erstplatzierte jeder Gruppe qualifizierte sich für das Finale.

#### Gruppe A
| Pl. | Land          | Sp. | S | U | N | Tore    | Diff. | Punkte |
| --- | ------------- | --- | - | - | - | ------- | ----- | ------ |
| 1.  | Saudi-Arabien | 3   | 2 | 1 | 0 | 006:200 | +4    | 05:10  |
| 2.  | Bahrain       | 3   | 2 | 1 | 0 | 004:000 | +4    | 05:10  |
| 3.  | Katar         | 3   | 2 | 0 | 1 | 005:200 | +3    | 04:20  |
| 4.  | Syrien        | 3   | 1 | 0 | 2 | 007:000 | +7    | 02:40  |
| 5.  | Pakistan      | 4   | 0 | 0 | 4 | 001:190 | −18   | 0:80   |

|  | Bahrain       | – | Pakistan | 4:0 |
|  | Katar         | – | Pakistan | 4:0 |
|  | Katar         | – | Syrien   | x:0 |
|  | Bahrain       | – | Syrien   | x:x |
|  | Saudi-Arabien | – | Bahrain  | x:0 |

Die übrigen Ergebnisse und die Spieltermine sind nicht bekannt.

#### Gruppe B
| Pl. | Land                         | Sp. | S | U | N | Tore    | Diff. | Punkte |
| --- | ---------------------------- | --- | - | - | - | ------- | ----- | ------ |
| 1.  | Vereinigte Arabische Emirate | 3   | 2 | 1 | 0 | 002:000 | +2    | 05:10  |
| 2.  | Kuwait                       | 3   | 1 | 2 | 0 | 000:000 | ±0    | 04:20  |
| 3.  | Südjemen                     | 3   | 1 | 0 | 2 | 002:000 | +2    | 02:40  |
| 4.  | Irak                         | 3   | 0 | 1 | 2 | 000:400 | −4    | 01:50  |

|                   | V.A.E. | – | Kuwait   | x:x |
| 19. Dezember 1984 | Irak   | – | Südjemen | 0:2 |
|                   | Kuwait | – | Südjemen | x:0 |

Die übrigen Ergebnisse und die weiteren Spieltermine sind nicht bekannt.

## Finalspiele

### Spiel um den dritten Platz
| Datum             |        | Ergebnis |         |
| ----------------- | ------ | -------- | ------- |
| 28. Dezember 1984 | Kuwait | 2:0      | Bahrain |

### Endspiel
| Datum             |               | Ergebnis |        |
| ----------------- | ------------- | -------- | ------ |
| 28. Dezember 1984 | Saudi-Arabien | 1:1      | V.A.E. |

## Gruppe 2 (Ostasien)
Die Gruppe 2 spielte im März 1984 in Dhaka (Bangladesch). Die beiden Finalisten qualifizierten sich für die Endrunde.

### Vorrunde
Die Mannschaften spielten zunächst in zwei Gruppen mit je vier oder fünf Mannschaften. Die beiden Erstplatzierten jeder Gruppe qualifizierten sich für das Halbfinale.

#### Gruppe A
| Pl. | Land        | Sp. | S | U | N | Tore    | Diff. | Punkte |
| --- | ----------- | --- | - | - | - | ------- | ----- | ------ |
| 1.  | Südkorea    | 3   | 2 | 1 | 0 | 008:100 | +7    | 05:10  |
| 2.  | Bangladesch | 3   | 2 | 1 | 0 | 003:000 | +3    | 05:10  |
| 3.  | Singapur    | 3   | 1 | 0 | 2 | 002:500 | −3    | 02:40  |
| 4.  | Hongkong    | 3   | 0 | 0 | 3 | 000:700 | −7    | 0:60   |

| 14. März 1984 | Bangladesch | – | Singapur | 1:0 |
| 15. März 1984 | Südkorea    | – | Hongkong | 4:0 |
| 16. März 1984 | Bangladesch | – | Hongkong | 2:0 |

### Gruppe B
| Pl. | Land       | Sp. | S | U | N | Tore    | Diff. | Punkte |
| --- | ---------- | --- | - | - | - | ------- | ----- | ------ |
| 1.  | China      | 3   | 2 | 1 | 0 | 010:200 | +8    | 05:10  |
| 2.  | Thailand   | 3   | 2 | 1 | 0 | 006:200 | +4    | 05:10  |
| 3.  | Indonesien | 3   | 1 | 0 | 2 | 001:900 | −8    | 02:40  |
| 4.  | Japan      | 3   | 0 | 0 | 3 | 000:400 | −4    | 0:60   |
| 5.  | Birma      | 0   | 0 | 0 | 0 | 000:000 | ±0    | 0:0    |

| 14. März 1984 | China      | – | Japan    | 1:0 |
| 15. März 1984 | Indonesien | – | Japan    | 1:0 |
| 16. März 1984 | China      | – | Thailand | 2:2 |

Birma zog seine Mannschaft zurück.

### Finalspiele
|  | Halbfinale          | Halbfinale          |               |   | Finale        | Finale        |
|  |                     |                     |               |   |               |               |
|  | Südkorea            | 0 (2)               |               |   |               |               |
|  | Thailand            | 0 (4)               |               |   |               |               |
|  | 21. März 1984       |                     |               |   |               |               |
|  |                     |                     | 23. März 1984 |   |               |               |
|  | Thailand            | 1                   |               |   |               |               |
|  |                     | Volksrepublik China | 2             |   |               |               |
|  |                     |                     |               |   |               |               |
|  | Spiel um Platz drei |                     |               |   |               |               |
|  | 21. März 1984       | 21. März 1984       | Südkorea      | 2 |               |               |
|  | China               | 1                   | Bangladesch   | 0 |               |               |
|  | Bangladesch         | 0                   |               |   | 23. März 1984 | 23. März 1984 |

## Ergebnis
Saudi-Arabien, die Vereinigten Arabischen Emirate, China und Thailand qualifizierten sich für die Endrunde.